# Quinta do Viso

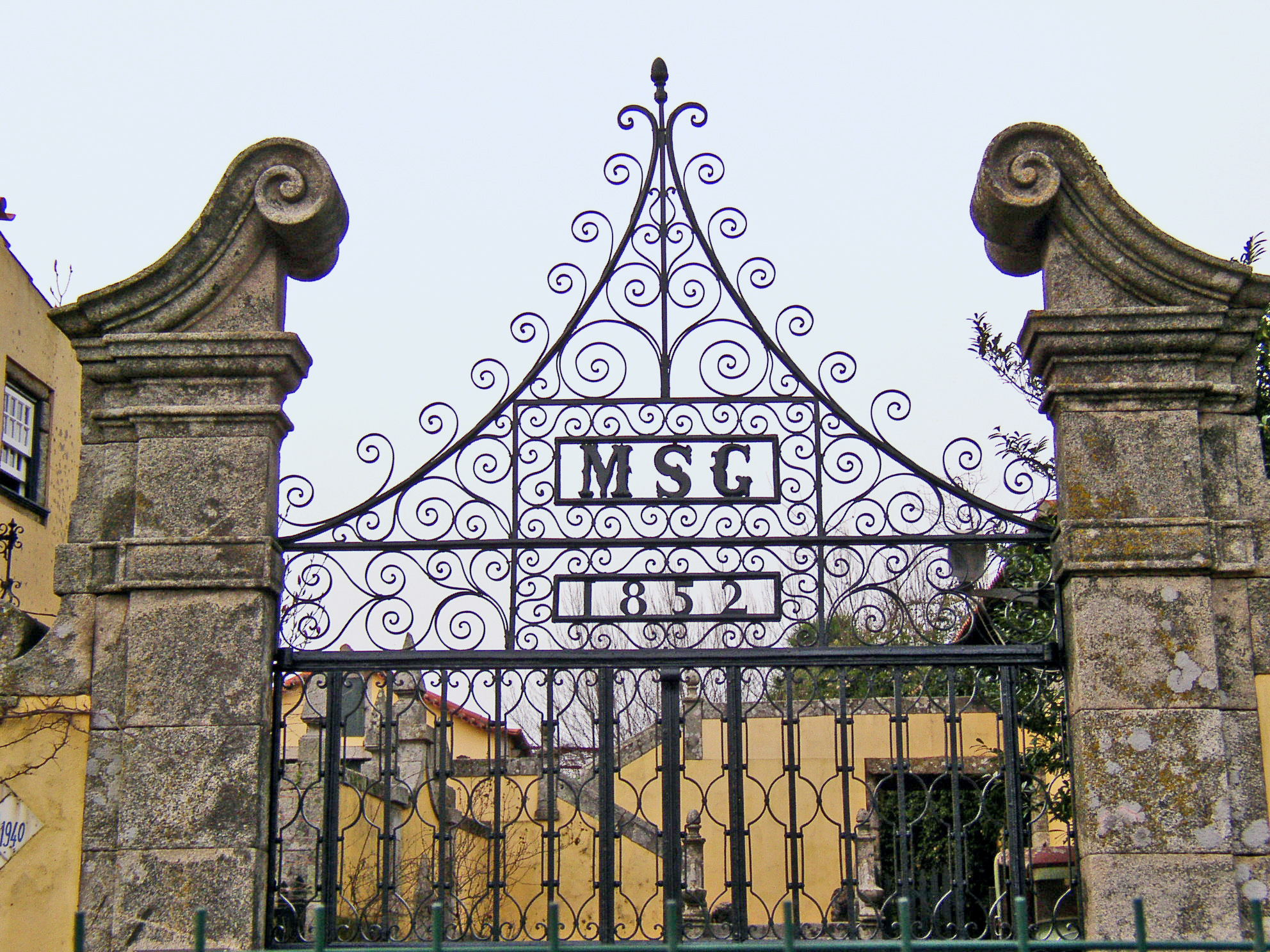
Quinta do Viso ou Casa da Quinta do Rio - Portão

A Quinta do Viso, também referida como Quinta do Rio, localiza-se na freguesia da Ramalde, concelho do Porto, distrito do Porto, em Portugal.
É constituída por uma bela habitação solarenga com capela, eira, instalações agrícolas de produção e secagem. O complexo tipifica a estrutura das casas agrícolas da região ao longo do século XVII. De todo o complexo residencial e agrícola que a compunham inicialmente, merecerá especial destaque a construção apalaçada, profusamente ponteada de amplas varandas graníticas. Maior notoriedade merecerá, no entanto, a capela edificada já no século XVIII.
A capela, datada de 1764, símbolo icónico da casa, é dedicada a Santo António e possui apenas uma nave. O portal é composto por pilastras em granito que terminam em voluta junto à base. Contém dois óculos polilobados, um em cada lado e rematados por folhas de acanto, com a seguinte inscrição: ESTA CAPE/ LA MANDOU / FAZER O CAPITAM/ MANOEL DA SILVA GUIM(arães)/ 1764.
Pertenceu à família Silva Guimarães, posteriormente transmitida por sucessão e herança à família Pinto de Azevedo Meireles, Senhores da Casa e Morgado das Virtudes, no Porto.

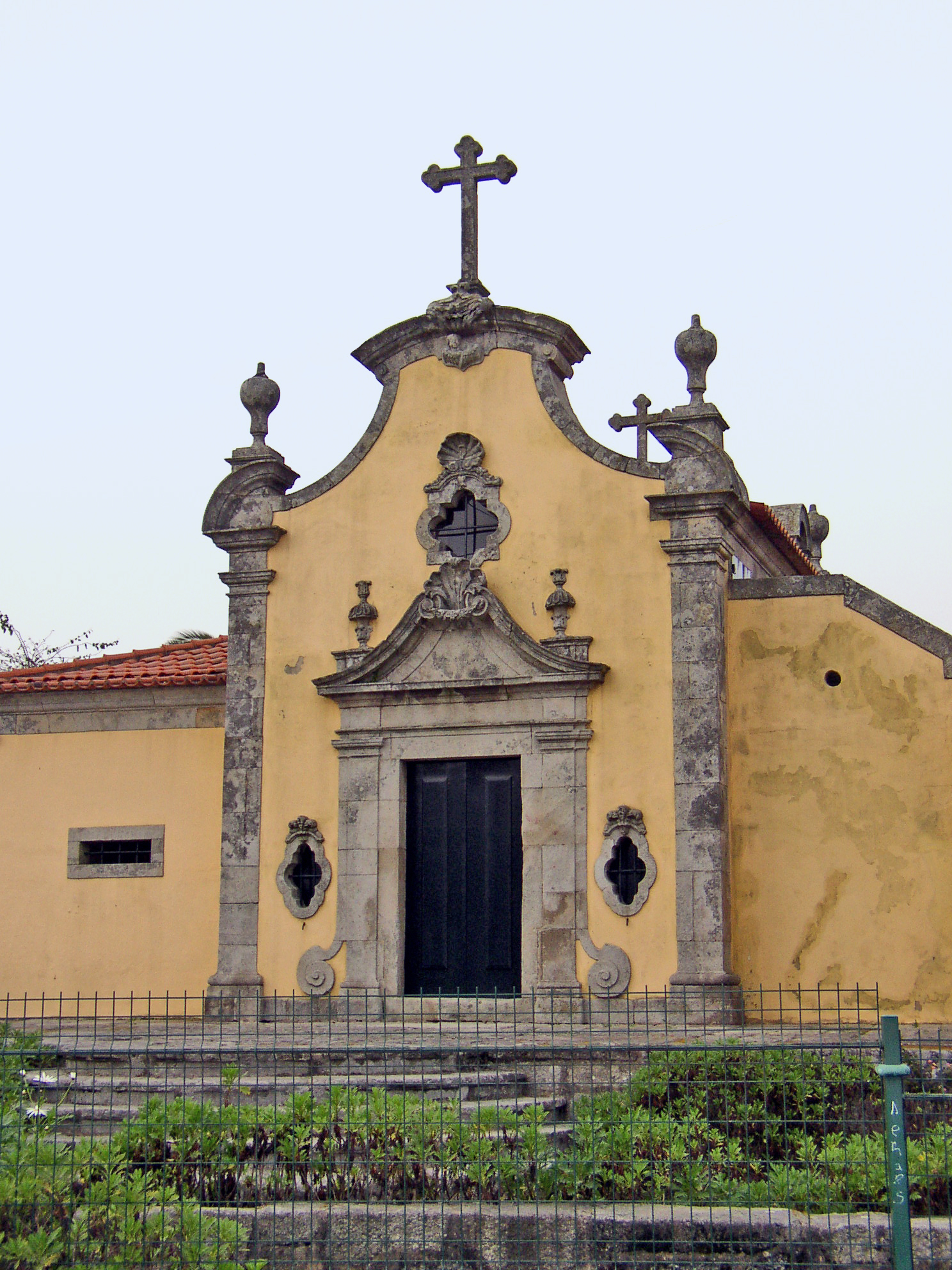
Capela de Santo António, da Quinta do Rio (ou do Viso)